# Die Geburt einer Nation
Die Geburt einer Nation (englischer Originaltitel The Birth of a Nation, ursprünglich The Clansman) ist ein US-amerikanischer Spielfilm des Regisseurs David Wark Griffith aus dem Jahr 1915. Der dreistündige Historienfilm, der zur Zeit des Amerikanischen Bürgerkriegs spielt, war das finanziell erfolgreichste Werk der Stummfilmzeit. Er wird einerseits für seine zahlreichen filmtechnischen Innovationen gerühmt und gilt als das vielleicht bedeutendste und einflussreichste Werk der amerikanischen Filmgeschichte. Andererseits wird Griffiths Werk seit der Premiere wegen seines eklatant rassistischen Inhalts kritisiert, der unmissverständlich eine White Supremacy („weiße Überlegenheit“) propagiert und maßgeblich zur Neugründung des Ku-Klux-Klans beitrug, der im Film verherrlicht wird.

## Handlung
Der Film besteht aus zwei Teilen, der Zeit vor und während des Amerikanischen Bürgerkriegs sowie der Zeit der Reconstruction in den besiegten Südstaaten.

### Erster Teil
Der Film beginnt mit der Darstellung einer Auktion, auf der schwarze Sklaven verkauft werden. Auf einem Zwischentitel ist zu lesen: „Dass die Afrikaner nach Amerika gebracht wurden, pflanzte den ersten Samen der Entzweiung.“
Der Film zeigt nun die Vereinigten Staaten vor dem Amerikanischen Bürgerkrieg am Beispiel zweier Familien. Auf der einen Seite der Norden, vertreten durch die Familie Stoneman, die in Washington, D.C. und einem Landhaus in Pennsylvania leben. Die Familie besteht aus dem mächtigen abolitionistischen Kongressabgeordneten Austin Stoneman (historisches Vorbild: Thaddeus Stevens), außerdem seinen zwei Söhnen Phil und Tod und seiner Tochter Elsie. Phil und Tod Stoneman sind befreundet mit den Camerons, die den Süden vertreten: In Piedmont, South Carolina bewirtschaften sie eine Baumwollplantage, wo zahlreiche Sklaven arbeiten, die gegenüber ihren Herren fröhlich und unterwürfig aufgelegt sind. Die Familie besteht aus den Eltern, zwei Töchtern Margaret und Flora sowie drei Söhnen, Benjamin (später im Film „der kleine Colonel“ genannt), Wade und Duke.
Die Stoneman-Jungen besuchen die Camerons, mit denen sie seit der Internatszeit befreundet sind. Phil Stoneman ist in Margaret verliebt, die seine Gefühle erwidert, und Benjamin Cameron betet ein Bild von Elsie Stoneman an, in der er seine Traumfrau zu erkennen glaubt. Die Sezession der Südstaaten macht der Harmonie ein Ende. Zugleich erfährt man, dass Austin Stoneman unter dem sexuellen Einfluss seiner Haushälterin Lydia Brown steht, einer Mulattin: „Des großen Führers Schwäche, die eine ganze Nation vernichten sollte“ (Zwischentitel), wird damit als eigentlicher Grund seiner abolitionistischen Politik dargestellt. Der Bürgerkrieg beginnt, die Jungen der Camerons und der Stonemans treten ihren jeweiligen Armeen bei. Vor allem auf Seiten der Südstaaten herrscht große Siegesgewissheit. Eine Großaufnahme zeigt den Wahlspruch der Südstaaten: „Wir müssen siegen, denn unsere Sache ist gerecht: Sieg oder Tod.“
Zweieinhalb Jahre vergehen, bis sich die Niederlage der Südstaaten abzuzeichnen beginnt. Eine Schwarzenmiliz unter Führung eines Scalawag plündert das Haus der Camerons und will die Frauen vergewaltigen, wird aber von konföderierten Truppen in die Flucht geschlagen. Unterdessen sterben Tod Stoneman und Duke Cameron auf dem Schlachtfeld, wo sie sich ein letztes Mal treffen und nun im Tod wiedervereint werden. Wade Cameron fällt 1864 während der verheerenden Offensive von US-General Sherman. Benjamin Cameron wird bei einer letzten verzweifelten Anstrengung vom Gegner verwundet und kommt in ein Nordstaaten-Hospital, in dem er Elsie trifft, die dort als Krankenschwester aushilft. Er soll als Guerillakämpfer hingerichtet werden, doch Elsie und Mutter Cameron flehen erfolgreich um Gnade bei Präsident Abraham Lincoln, der im Film „das Große Herz“ genannt wird.
Mit dem Ende des Krieges kehrt Benjamin heim, er muss jedoch erschüttert feststellen, wie sehr sein Elternhaus durch den Krieg und die mit ihm verbundene Armut heruntergekommen ist. Währenddessen wird Abraham Lincoln von Austin Stoneman aufgefordert, die Weißen im Süden hart zu bestrafen. Doch der Präsident erwidert: „Ich werde mit ihnen verfahren, als wären sie nie fort gewesen.“ Wenig später wird Lincoln jedoch im Ford-Theater von John Wilkes Booth erschossen. Der Tod des Präsidenten erlaubt es Austin Stoneman und anderen radikalen Kongressabgeordneten, die Südstaaten für ihre Sezession mit der Reconstruction zu bestrafen. Ende des ersten Teils.

### Zweiter Teil
Austin Stoneman und sein Schützling Silas Lynch, ein Mulatte, den er zum Führer der Schwarzen bestimmt hat, reisen nach Piedmont, um von dort die Herrschaft der früheren Sklaven über die Weißen zu sichern. Silas Lynch ist dazu, allerdings hinter dem Rücken Stonemans, jedes Mittel recht: Gewalt gegen Schwarze, die mit ihren früheren Herren sympathisieren, Unterdrückung der Weißen, Wahlbetrug. Das alles ahnt der naive Stoneman nicht, und auch nicht, dass Lynch sich in seine Tochter Elsie verliebt hat, die sie beide begleitet. Die Paare der Familien Stoneman und Cameron treffen erneut aufeinander, doch die Wunden des Krieges machen es vor allem Margaret schwer, zur alten Zuneigung zurückzufinden.
Am Wahltag dürfen nur die Schwarzen wählen, den Weißen wird die Stimmabgabe verweigert. Die Schwarzen beherrschen nun das Parlament, wo sie sich respektlos und barbarisch benehmen: Ein Schwarzer legt seine bloßen Füße auf sein Pult, andere trinken, die ganze Menge johlt. Die Weißen werden zu rechtlosen Unterdrückten: Auf der Straße werden sie angepöbelt, schwarze Jurys sprechen Fehlurteile gegen Weiße. Das Parlament erlaubt Mischehen.
Benjamin ist verzweifelt. Inspiriert von weißen Kindern, die als Geister verkleidet schwarze Kinder erschrecken, entwickelt er den Plan, eine geheime Widerstandsarmee der Weißen ins Leben zu rufen, den Ku-Klux-Klan. Elsie wendet sich aus Loyalität zu ihrem Vater von Benjamin ab, nachdem jener ihr vorgeworfen hat, dass ihr Verlobter Mitglied der „Mörderbande von Gesetzlosen“ sei. Kurze Zeit später wird Flora Cameron im Wald von Gus, einem ehemaligen Sklaven, überrascht, der ihr bedrängend einen Heiratsantrag macht. Flora flieht, woraufhin Gus sie verfolgt. An einem Abgrund in die Enge getrieben, springt Flora in den Tod, um nicht vergewaltigt zu werden. Ein Zwischentitel kommentiert ihren Selbstmord: „Um sie, die die harte Lektion der Ehre gelernt hatte, sollten wir nicht trauern, weil sie die opalenen Tore des Todes bevorzugte.“ Benjamin findet die Sterbende, schwört Rache und jagt mit seinem Klan Gus. Nach seiner Gefangennahme und einem laut Zwischentiteln „fairen Prozess“ wird Gus von den Weißen gelyncht, man wirft seine Leiche vor die Tür des Vizegouverneurs Silas Lynch.
Zur Vergeltung ordnet Lynch ein hartes Durchgreifen gegen den Klan an. Spione melden, dass die Frauen der Camerons Gewänder für den Klan schneidern. Man nimmt die Camerons gefangen, doch mit der Hilfe ihrer treuen ehemaligen Sklaven können sie fliehen. Sie verstecken sich in einer kleinen Hütte auf einem Feld, in der zwei Nordstaatenveteranen leben, die ihre ehemaligen Feinde nun bei der Verteidigung ihres, so der Zwischentitel, „arischen Geburtsrechts“ gegen die Schwarzen unterstützen. Unterdessen versucht Lynch, Elsie gegen den Willen von Austin Stoneman, der jetzt endlich Lynchs Bosheit erkennt, zur Heirat zu zwingen. Getarnte Klansmen entdecken dies und holen Verstärkung. Der Ku-Klux-Klan, jetzt in voller Stärke, reitet in die Stadt, rettet sie und nutzt die Gelegenheit, die schwarze Miliz gewaltsam zu vertreiben. Zur selben Zeit umzingeln und attackieren Lynchs Männer die Hütte, in der die Camerons sich verstecken, doch auch hier kommt der Klan noch rechtzeitig. Siegreich feiern die Klansmen in den Straßen, und der Film schneidet zur darauffolgenden Wahl, in der der Klan die Schwarzen mit vorgehaltenen Gewehren davon abhält zu wählen: „Die Herrschaft der Weißen ist wiederhergestellt.“
Es folgen Bilder der doppelten Flitterwochen von Phil und Margaret und Benjamin und Elsie. Die Weißen in Nord und Süd sind in Frieden vereint, eine Nation ist geboren. Der Film endet mit zwei allegorischen Bildern: Das erste Bild zeigt kämpfende Massen, beherrscht vom personifizierten Krieg, das zweite frohe Menschen in paradiesischer Umgebung, gesegnet von Jesus. Der abschließende Titel lautet: „Wagen wir von einem goldenen Tag zu träumen, wenn der bestialische Krieg nicht mehr herrscht, sondern stattdessen der edle Fürst in der Halle der Brüderlichen Liebe in der Stadt des Friedens.“

## Hintergründe

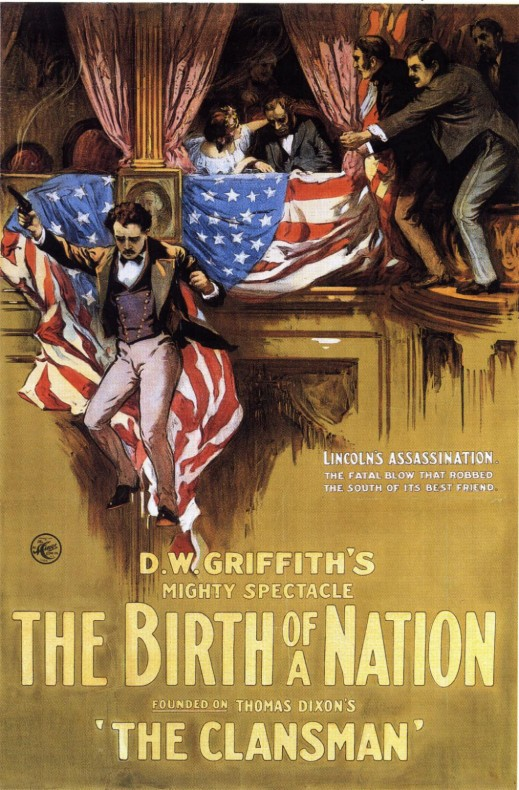
Filmplakat, das das Attentat auf Abraham Lincoln zeigt

### Geschichte
Die Geburt einer Nation basiert auf den Bestsellern The Leopard’s Spots und The Clansmen des baptistischen Reverends Thomas F. Dixon, der den zweiten Roman auch selbst dramatisierte. Beide Romane werden heute in der Regel als rassistisch eingestuft. David Wark Griffith konnte Dixon nicht die verlangten 10.000 Dollar für die Filmrechte geben, also bot er dem Autor 25 Prozent Anteil am Gewinn des Films. Dixon wollte zunächst ablehnen, am Ende wurde er durch die Abmachung mehrfacher Millionär.
Der Film kostete eine damals astronomische Summe von über 100.000 Dollar. Obwohl Griffith bereits ein bekannter Filmemacher war, musste er Freunde bitten, ihm Geld zu leihen, um den Film fertigstellen zu können. Die Dreharbeiten dauerten über neun Wochen. Die spektakulären Schlachtszenen drehte Griffith teilweise an Originalschauplätzen und mit der Hilfe von etwa 500 Statisten, die Griffith von einem zehn Meter hohen Turm aus über den Set dirigierte. Wenn Rauchbomben und Geschosse zu laut waren, gab Griffith seine Anweisungen mit Leuchtsignalen.
Der Film hatte seine Premiere am 8. Februar 1915 in Los Angeles unter dem Titel The Clansman, drei Monate später wurde der Film jedoch umbenannt und bekam zur Weltpremiere in New York seinen heutigen Titel. Die Liebesgeschichte vor historischem Hintergrund war ein überwältigender finanzieller Erfolg: Eine Million Zuschauer waren im ersten Jahr nach der Premiere bereit, den für damalige Verhältnisse ungewöhnlich hohen Eintritt von zwei Dollar zu bezahlen (im heutigen Kurs etwa 36 Dollar), und verhalfen den Produzenten zu einem großen Gewinn. Wie hoch der Gewinn tatsächlich war, ist umstritten: Einige Quellen nennen bis 1932 rund 10 Millionen Dollar Gewinn, andere wie Richard Schickel gehen von bis zu 60 Millionen US-Dollar aus. The Birth of a Nation gilt bis heute als das kommerziell erfolgreichste Werk der Stummfilmära.

### Filmische Innovationen

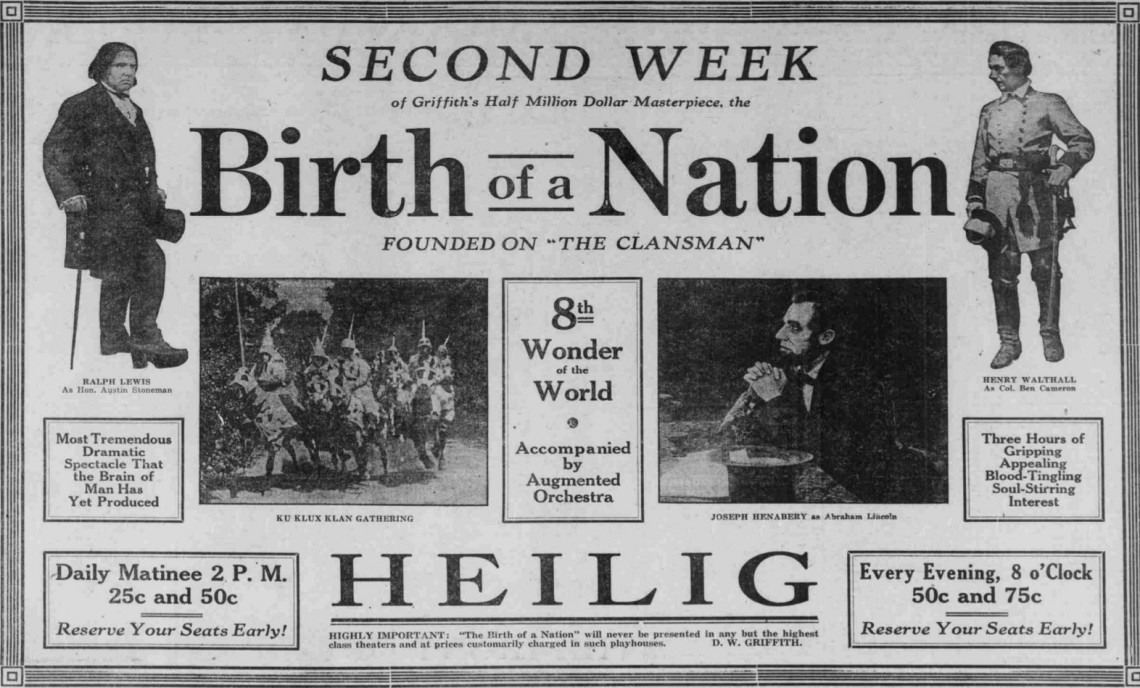
Ein Filmplakat preist den Film als „achtes Weltwunder“ an

Die Geburt einer Nation bedeutete für das Kino einen Meilenstein und der Film wird heute vor allem wegen seiner filmischen Innovationen verehrt. Zwar waren nicht wenige von diesen schon zuvor eingesetzt worden, doch durch den enormen Erfolg von Griffiths Film wurden sie nachhaltig popularisiert: „Die Filmhistoriker sind sich einig, dass der Film das wichtigste Einzelwerk der amerikanischen Filmgeschichte ist und ein Schlüsselwerk der gesamten Filmgeschichte: Es enthält viele filmtechnische Neuerungen und Verbesserungen, technische Effekte und künstlerische Errungenschaften, darunter eine Farbsequenz am Schluss. Er hatte einen formgebenden Einfluss auf zukünftige Filme und hat eine erkennbare Wirkung auf die Filmgeschichte und die Entwicklung des Films als Kunstform.“
Die Geburt einer Nation wurde mit bis dahin kaum vergleichbaren Aufwand produziert, es gab Schlachtenszenen mit Tausenden von Statisten und mit der Schlacht auch einen dramatischen Filmhöhepunkt, was ebenfalls eine Neuerung war. Dagegen waren viele Filme dieser Zeit zuvor schnell und billig gedreht worden, es ging hauptsächlich um Einnahmen und Attraktionen, anschließend gerieten die meisten dieser Filme schnell in Vergessenheit. Im Kontrast dazu setzte Griffith auf den Film als Kunstform, der mit hohen Maßstäben in Technik, Regie, Kamera, Besetzung, Handlung und Ausstattung auch langfristig erfolgreich sein sollte. Mit seiner Länge von drei Stunden war es der bis dahin längste amerikanische Film und mit seinem Erfolg damit auch für die Durchsetzung von zukünftigen Langfilmen bzw. Filmepen von großer Bedeutung. Außerdem war es der vielleicht erste bedeutende Film aus Hollywood, nachdem zuvor die Filmindustrie der US-Ostküste den amerikanischen Film dominiert hatte.
Bedeutend sind auch zahlreiche technische Neuerungen: Erstmals wurde in der Nacht gefilmt, was nun mithilfe von Magnesiumfackeln möglich war. Im Gegensatz zu vielen anderen Regisseuren seiner Zeit setzte Griffith auf Verwendung von echten Landschaften für den Bildhintergrund.  Auch wichtige Filmtechniken wurden von Griffith zum ersten Mal angewandt oder durch ihn in diesem Film zur Perfektion gebracht, darunter die Verwendung der Irisblende, um durch Vergrößerung oder Verkleinerung eines Bildausschnitts bestimmte Details hervorzuheben; die Einfärbung bestimmter Filmsequenzen; die Verwendung leinwandfüllender Nahaufnahmen sowie die Parallelmontage. Auffallend sind auch teilweise spektakuläre Kamerafahrten und Kameraperspektiven, die Griffith einsetzte.
Bedeutend war außerdem die geschriebene Filmmusik für Orchester von Joseph Carl Breil, mit speziell ausgesuchten Themen für die wichtigsten Charaktere. Zwar waren die Filme damals noch stumm und konnten so auch keine Filmmusik beinhalten, jedoch wurden Platten mit der Musik sowie die Noten der Filmmusik verkauft. Als musikalische Untermalung wurden unter anderem der Walkürenritt von Richard Wagner, Passagen aus Carl Maria von Webers Oper Der Freischütz und Ludwig van Beethovens 6. Sinfonie verwendet.

### Rassismus

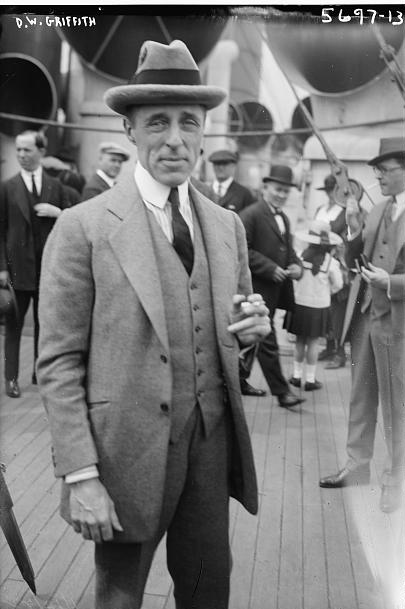
David Wark Griffith

Im Film wird eine klar negative Meinung gegenüber der Reconstruction-Zeit und den Afroamerikanern gezeigt, während die alten Südstaaten, vor allem die dortigen Weißen, als Opfer dargestellt werden. Die Schwarzen im Film sind einfältig und entweder böse oder ihren weißen Herren treu ergeben. Die Frage, ob Griffiths Rassismus naiv oder überlegt war, wird seit der Uraufführung des Filmes kontrovers diskutiert. Thomas F. Dixons Vorlagen für den Film sind eindeutig schwarzenfeindlich. Dixon selbst lehnte zwar die Sklaverei ab, warb aber für Rassentrennung und hielt Schwarze für grundsätzlich minderwertig: „Egal wieviel Erziehung wir auch aufwenden, ob Erziehung zur Arbeit, ob Studium der Klassiker oder religiöse Unterweisung, nie kann ein Neger ein Weißer werden oder die Kluft von Jahrhunderten überbrücken, die ihn in der Entwicklung der menschlichen Natur vom Weißen trennen.“
Ob die politische Aussage oder der visuelle Schauwert der Vorlagen Griffiths Motivation für die Verfilmung war, ist offen, jedoch spricht nach Meinung einiger Kritiker einiges für die letztere Annahme: „Wie üblich kümmerte Griffith sich weniger um die Botschaft des Mediums als um seine Ausdrucksmöglichkeiten, und in dieser Hinsicht setzte er Maßstäbe für das moderne Hollywood.“ Kritiker verweisen an dieser Stelle auf die häufig schwankenden politischen und gesellschaftlichen Aussagen von Griffith-Filmen, so hatte sein Film The Rose of Kentucky den Ku-Klux-Klan noch 1911 als bösartig gezeigt, und in Griffiths Broken Blossoms wird 1919 die Beziehung zwischen einem asiatischen Mann und einer Amerikanerin positiv dargestellt. Die Kritik an Die Geburt einer Nation verstand Griffith bis zu seinem Lebensende nicht, seine filmische Antwort auf den Vorwurf des Rassismus war sein nächster Film Intoleranz (1916), der ebenfalls als Meilenstein der Filmgeschichte gilt, aber an den Kinokassen durchfiel. Außerdem ließ er Die Geburt einer Nation mit einem Vorwort versehen:
EIN APPELL FÜR DIE FILMKUNST:
Wir fürchten keine Zensur, denn wir wollen weder mit Ungehörigkeiten noch Obszönitäten Anstoß erregen, doch verlangen wir als unser Recht die Freiheit, die dunkle Seite des Schlechten darzustellen, um so die helle Seite der Tugend zu erhellen – das Recht, das dem geschriebenen Wort zugestanden wird – die Kunst, der wir die Bibel und die Werke Shakespeares verdanken.
Eindeutig ist, dass der Film behauptet, der Ku-Klux-Klan habe Amerikas Süden vor dem verderblichen Einfluss von befreiten Schwarzen gerettet, „Carpetbaggers“ und Mulatten (Lydia Brown und Silas Lynch) sind die am unsympathischsten dargestellten Charaktere des Films. Der Ausschluss der Afroamerikaner von der politischen Partizipation, indem man sie an der Teilnahme an den Wahlen hindert, wird ebenfalls positiv dargestellt.
Der Film löste bereits bei seiner Premiere vehemente Proteste aus, so von der National Association for the Advancement of Colored People (NAACP), die den Film als „drei Filmmeilen Schmutz“ bezeichnete. Die New York Post sah in Die Geburt einer Nation „einen absichtlichen Versuch, Millionen amerikanischer Bürger zu demütigen, indem man sie als völlige Tiere darstellt.“
Aufführungen lösten Demonstrationen und Unruhen aus und wurden daher von Städten in acht Bundesstaaten verboten. Der Film wurde zensiert, besonders anstößige Szenen, sogar von Griffith selbst, entfernt (der 1921 eine gekürzte Fassung ganz ohne Erwähnung des Klans erstellte).
Griffith nahm für sich in Anspruch, in seinem Film die historische Wahrheit zu zeigen. In einem inszenierten Gespräch zwischen Griffith und Schauspieler Walter Huston, das 1930 zur Wiederveröffentlichung des Filmes gemacht wurde, verteidigte sich Griffith, dass man damals in seiner Jugendzeit den Klan gebraucht und er nur die Geschichten seiner Väter nacherzählt habe. Tatsächlich beruhen eine Reihe von Szenen auf historischen Stichen und Fotos, doch wird vor allem die Reconstruction unhistorisch und verfälscht wiedergegeben. Für die angeblich authentischen Parlamentsszenen etwa, in denen sich die schwarzen Abgeordneten unwürdig benehmen, wählte Griffith schwarzenfeindliche Karikaturen als Vorbilder.
Griffith wird darüber hinaus angelastet, er habe mit diesem Film dazu beigetragen, dass der Ku-Klux-Klan eine Renaissance erlebte, obwohl er 1870 vom damaligen „Großen Hexenmeister“ Nathan Bedford Forrest offiziell aufgelöst worden war. Tatsächlich hatte Griffith als Reklame für den Film „Klansmen“ in Roben durch Los Angeles reiten lassen. Als der Film ein grandioser Erfolg wurde, ließ der ehemalige Wanderprediger der Bischöflichen Methodistenkirche William Joseph Simmons den Klan wiederauferstehen und hielt die erste Aufnahmezeremonie des 20. Jahrhunderts am Stone Mountain östlich von Atlanta ab. Der neue Klan hatte großen Zulauf, vor allem auch, weil die Gräueltaten der Rekonstruktionszeit bereits vergessen waren und nur das vermeintlich „Heroische“, also jene Illusion, die in Griffiths Film gezeigt wurde, weiterlebte. Den Höhepunkt soll dieser neue Klan angeblich Mitte der 1920er Jahre mit rund drei Millionen Mitgliedern gehabt haben. Dieser zweite Klan existiert bis heute, noch immer wird der Film vom Klan als Rekrutierungsinstrument benutzt.
Die schwarze Dichterin Angelina Weld Grimké schuf auf Anregung der NAACP im Jahr 1916 das Theaterstück Rachel, das als Reaktion auf den Film rassistisch motivierte Gewalt thematisierte.
Schwarze Regisseure reagierten mit eigenen Filmen auf Die Geburt einer Nation, so Emmett J. Scott mit The Birth of a Race (1919) und Oscar Micheaux mit Within Our Gates (1920).

## Verschiedenes
- Alle Schwarzen im Film, die wesentliche Rollen haben, werden von  weißen Schauspielern dargestellt, die deutlich sichtbar geschminkt sind (Blackfacing). Ein Grund dafür war vor allem die Vermeidung von Szenen, in denen schwarze Darsteller in die Nähe weißer Schauspielerinnen gekommen wären, eine Berührung zwischen einem schwarzen Mann und einer weißen Frau war damals im Kino undenkbar. In kleineren Rollen spielten aber auch Afroamerikaner mit, darunter auch Madame Sul-Te-Wan, eine Freundin von Griffith.
- Eine ganze Reihe von später berühmten Regisseuren hat wahrscheinlich in Die Geburt einer Nation mitgewirkt: John Ford  als ein reitender Klansmann, Erich von Stroheim in einer kleineren Rolle als Stuntman sowie Raoul Walsh als John Wilkes Booth, der Lincoln-Attentäter. Der bekannte Schauspieler Donald Crisp, damals neben seiner Nebenrolle als General Grant einer der Regieassistenten, behauptete, er habe die berühmten Schlachtszenen gedreht, nicht Griffith.
- Der Film war der erste, der je im Weißen Haus vorgeführt wurde. Präsident Woodrow Wilson, der mehrfach auf Zwischentiteln des Films mit Auszügen aus seinem Klan-freundlichen Buch History of the American People  zitiert wird, war angeblich begeistert: „Es ist, als schriebe man Geschichte mit Blitzstrahlen. Und das einzige, was ich bedaure, ist, dass alles so schrecklich wahr ist.“[17] Tatsächlich mochte Wilson den Film nicht und fühlte sich vom Autor Dixon, einem alten Schulfreund, hintergangen. Das Weiße Haus veröffentlichte eine Stellungnahme, in der es das Zitat bestritt.[18]
- 1992 wurde The Birth of a Nation ins National Film Registry der Vereinigten Staaten aufgenommen. Das American Film Institute setzte ihn 1998 auf Platz 44 der 100 besten amerikanischen Filme. Bei Entertainment Weekly kam der Film 2006 auf einer Liste der kontroversesten Filme aller Zeiten auf Platz 7.
- In Deutschland war der Film erstmals am 26. März 1966 im NDR-Fernsehen zu sehen.
- Der Film existiert in der ungeschnittenen Original-Version (186:32 Minuten) und in einer gekürzten Version (180:24 Minuten), aus der Gewaltszenen entfernt wurden.

## Kritiken
Bis heute ist Die Geburt einer Nation als filmischer Meilenstein unumstritten und wird auch von Kritikern als einer der ersten künstlerischen, epischen Filme gesehen. Ebenso häufig wird aber auch die inhaltliche Botschaft des Filmes kritisiert. Beim amerikanischen Filmkritiker-Portal Rotten Tomatoes fallen fast alle 40 Kritiken für den Film positiv aus, womit er dort eine positive Wertung von 98 % besitzt. Der Kritikerkonsens lautet: „The Birth of a Nation ist ein zutiefst fehlerhafter filmischer Meilenstein und untergräbt seine bahnbrechenden technischen Errungenschaften mit abstoßenden rassistischen Bildern“ (A deeply flawed cinematic landmark, The Birth of a Nation undermines its groundbreaking technical achievements with repugnant racist imagery.)

„Die Geburt einer Nation ist das erste große Historienepos der Filmgeschichte […] Mit unzähligen künstlerischen Neuerungen schuf Griffith die Grundlage der zeitgenössischen Filmsprache, und obwohl manche Elemente heute altmodisch oder überholt scheinen mögen, ist ihm bis heute jeder Film seither verpflichtet. […] Daher ist es doppelt bedauerlich, dass sich diese bahnbrechenden Leistungen mit einer sehr fragwürdigen Handlung verknüpfen. […] Die Geburt einer Nation ist ein kunstvolles Propagandawerk, allerdings mit einer haarsträubenden politischen Botschaft.“

„[…] der aufwendige, für die Kindertage des Kinos gewaltige, im filmischen Bereich grandios inszenierte und innovative Film diskutiert die Sklavenfrage aus Südstaaten-Sicht, ist nicht frei von – unfreiwilligem – Rassismus, imponiert jedoch durch tiefe Humanität in der Personenzeichnung.“

„Ein Filmwerk von hohem ästhetischen und politischen Rang. Der Stummfilm, in dem sich David Wark Griffith andererseits als naiver Moralist ausweist und dem ‚weißen Süden‘ der USA seine uneingeschränkte Sympathie zollt, gilt als der erste große Propagandafilm der Kinematografie“

„The Birth of a Nation ist kein schlechter Film, weil er eine böse Sache vertritt. Wie Leni Riefenstahls Triumph des Willens ist er ein großer Film, der eine böse Sache vertritt. Zu verstehen, wie er das tut, heißt viel über Film zu lernen und sogar etwas über das Böse selber.“

„Birth of a Nation, das ist einerseits die Geburt des epischen Films, die Emanzipation von Jahrmarkt-Attraktion und schneller Vergnügung. Einer der ersten Filme, die ihr eigenes Überdauern zum Thema haben, die ganz bewusst nicht nur ihre Produktionsmittel, sondern auch ihre Kunst ausstellen.“